# Bupalus flavescens
Bupalus flavescens är en fjärilsart som beskrevs av Buch-white 1876. Bupalus flavescens ingår i släktet Bupalus och familjen mätare. Inga underarter finns listade i Catalogue of Life.